# Aikaterini Laskaridou
Aikaterini Laskaridou (Viena, 1842–1916) fue una feminista y educadora griega que impulsó el sistema de jardines de infancia en Grecia e introdujo el ejercicio físico en las escuelas de niñas.

## Trayectoria
Laskaridou, nacida Christomanou, nació en Viena, hija de  Meleniki Konstantinos Christomanos y Maria Kazassi en 1842. Asistió a la Academia de Viena dedicada a la formación de profesores, estudiando desde 1842 hasta 1855. Se casó con Laskaris Laskaridis, un rico comerciante de Bursa, en 1858, y se instalaron en Atenas. Allí, en 1864, fundó la Escuela Griega de Niñas. Se formó y trabajó como maestra en la Escuela Hill en Atenas y se convirtió en la directora de la escuela trabajando allí desde 1865 hasta 1867. Luego, en 1867, creó la Escuela Helénica de Niñas junto a Kalliopi Kehajia, donde permaneció hasta 1887. Estudió en Alemania con la baronesa Bertha von Marenholtz-Bülowin entre 1878 y 1879. Allí aprendió el método de Friedrich Fröbel que llevó a Grecia introduciendo la educación preescolar y la formación de maestros de preescolar. Impulsó este método hasta su jubilación en 1887. A partir de entonces trabajó para convertir el "Ellinikon Parthenagogeion" en un centro del método de Froebel. Siguió en la Escuela Urbana de Niñas de Aspasia Skordeli. Laskaridou fue presidenta del Departamento de Educación de la Unión de Mujeres Griegas. Trabajó para introducir la educación física en las escuelas.
En plena guerra greco-turca (1897) Laskaridou organizó talleres de formación para los pobres en los teatros municipales de Atenas y El Pireo. Más tarde abrió jardines de infancia y gimnasios en ambos lugares. Las escuelas nocturnas para formar maestros comenzaron en 1906. Finalmente, Laskaridou fundó la Escuela Superior de Atenas y el Jardín de Infancia Nacional para capacitar a maestros en 1912.
Laskaridou tuvo tres hijas: Melpomene, Sophia Laskaridou, que se convirtió en una artista notable y Eirini Laskaridou. Eirini fundó una casa para ciegos en Kallithea e introdujo el método de lectura Braille en Grecia. Laskaridou recibió la Orden del Salvador por su trabajo. Murió en Atenas en un accidente automovilístico en 1916.